# Scaevola porocarya
Scaevola porocarya är en tvåhjärtbladig växtart som beskrevs av Ferdinand von Mueller. Scaevola porocarya ingår i släktet Scaevola och familjen Goodeniaceae. Inga underarter finns listade i Catalogue of Life.